# 木須フェリペ
木須 フェリペ（きす フェリペ、1999年9月4日 - ）は、静岡県富士市出身のプロ野球選手（捕手・育成選手）。右投右打。NPBでの登録名はフェリペ。
出生以来ブラジルの国籍を有していたが、静岡県内の中学校・高校に通算6年間在学していたため、NPBの規定に沿って日本人扱いでオリックスへ入団。2019年8月に日本の国籍を取得しており、同年まで本名表記は木須デソウザ フェリペとなっていた。

## 経歴

### プロ入り前
富士市立丘小学校3年時まで水泳を習った後に、4年時から野球を始める。富士市立岳陽中学校時代には、「1番・捕手」として対外試合に出場していた。
御殿場西高等学校への進学後は、1年時の秋から正捕手へ定着。2年時の秋から主将に就任したが、在学中は甲子園球場の全国大会と縁がなかった。
2017年のNPBドラフト会議で、オリックス・バファローズから育成4巡目で指名。支度金300万円、年俸250万円（金額は推定）という条件で、育成選手として入団。御殿場西高校の出身者としては小野晋吾以来のプロ野球選手となった。背番号は130で、登録名はフェリペ。

### オリックス時代
2018年には、ウエスタン・リーグ公式戦7試合に出場したが、初安打を放つまでには至らなかった。
2019年には、ウエスタン・リーグ公式戦41試合の出場で、打率.200を記録。捕手として23試合で出場する一方で、9試合で外野を守ったほか、練習試合扱いの三軍戦では三塁の守備を経験した。秋季キャンプからは、捕手との併用を視野に、二遊間の守備練習にも取り組んだ。キャンプの終了後には、台湾で開催のアジアウインターリーグに「NPB RED」のメンバーとして参加。当初オリックスからの派遣を予定していた頓宮裕真捕手が故障で参加を辞退したことに伴って、捕手扱いでメンバーに補充されたが、リーグ戦では11試合の出場で打率.095という成績に終わった。
2020年は、前年の日本国籍取得（後述）に伴って本名表記が「木須デソウザ フェリペ」から「木須 フェリペ」に変更された。ウエスタン・リーグでは46試合に出場し、打率.188、0本塁打、12打点という成績だった。育成選手として入団3年が経過したため、規約に基づきシーズン終了後に一旦自由契約となったが、12月8日に育成選手として再契約した。
2021年はウエスタン・リーグ59試合に出場し、打率.183、0本塁打、8打点という成績だった。10月20日に戦力外通告を受けた。

### オリックス退団後
2022年は野球から離れ、関東サッカーリーグに所属する栃木シティFCの職員としてグラウンドの管理などの業務に従事していた。
同年11月25日、ベースボール・チャレンジ・リーグ（ルートインBCリーグ）の福島レッドホープスへの入団が発表され、野球を再開。登録名はフェリペ。
2023年、福島では38試合に出場して打率.246（122打数30安打）、3本塁打、19打点の成績を残した。

### ヤクルト時代
2023年7月25日、東京ヤクルトスワローズに育成選手として入団することが発表された。背番号は025で、登録名はフェリペ。同年はイースタン・リーグ公式戦37試合に出場し、打率.222、3本塁打、13打点の成績だった。11月22日に育成再契約を行った。
2024年は捕手陣の戦線離脱が相次いでいる中、7月上旬の時点ではフェリペも上半身の故障により捕手としての出場が厳しい状態であった。この年はイースタン・リーグ公式戦60試合に出場して打率.216、1本塁打、13打点の成績で、6試合で捕手守備に就いたほかは一塁手または外野手として出場していた。9月30日、球団より自身2度目となる戦力外通告を受けた。

## 選手としての特徴・人物
手動計測ながら、本塁から二塁への送球タイムで1秒8台、遠投で100mを記録。御殿場西高校2年時（2016年）の9月から硬式野球部の監督に着任した森下知幸から、リードや打撃の面で大きな影響を受けたという。
高校時代に遊撃手として公式戦へ出場した経験がないにもかかわらず、2017年のドラフト会議でオリックス以外の球団が遊撃手としての指名を検討したほど高い俊敏性や、打撃でのフルスイングも評価されている。オリックス3年目の2020年シーズンからは、捕手としての起用を基本線に、「捕手と遊撃手の二刀流」というNPBでは異例の試みに挑戦。同年のウエスタン・リーグ公式戦では、主に捕手で起用されながら、外野、二塁、三塁の守備にも就いている。
愛称は「ペ」。
母方の祖父が日本人。両親はフェリペの出生前からブラジルの国籍を有していたが、2019年8月に家族全員が日本国籍を取得した。フェリペ自身は、オリックス入団の時点で、ブラジルへ一度も行ったことがないという。実家では家族の会話に日本語を常用しているが、ブラジルの公用語であるポルトガル語での日常会話も可能である。

## 詳細情報

### 年度別打撃成績
- 一軍公式戦出場なし

### 背番号
- 130（2018年 - 2021年）
- 22（2023年 - 同年7月24日）
- 025（2023年7月25日 - 2024年）